# Stan zrównoważony
Stan zrównoważony – stan gospodarki, w którym produkcja pracownika i przypadający na niego kapitał nie zmieniają się z upływem czasu.
Dziej się tak, gdy wskaźnik nowych inwestycji produkcyjnych z zainwestowanych oszczędności jest równy wielkości deprecjacji istniejącego kapitału. Egzogeniczne modele wzrostu pokazują, w jaki sposób gospodarka będzie zmierzała do stanu zrównoważonego.
Pojęcie stanu zrównoważonego jest związane z noblistą Robertem Solowem, który w 1956 stworzył model wzrostu gospodarczego, nazwany później jego nazwiskiem.
Wyrażenie „stan zrównoważony” jest używane w ekonomii neoklasycznej i odnosi się do gospodarki ze zrównoważonym wskaźnikiem nakładu pracy. Wówczas może on być stałym stanem zrównoważonym, rosnącym stanem zrównoważonym lub cofającym się stanem zrównoważonym.
W gospodarce bez postępu technologicznego produkcja i kapitał przypadający na pracownika jest niezmienny, natomiast w gospodarce z postępem technicznym produkcja i ten kapitał ciągle się zmieniają.